# Borssele (vas)
Borssele je naselje v občini Borsele na polotoku Južni - Beveland v nizozemski provinci Zelandiji. Vas ima 1.485 prebivalcev ( 1 januar 2023 ) in se uvršča med srednje velika središča občine. Do leta 1969 je bil samostojna občina. 

## Zgodovina

### Poimenovanje
Vas je v zgodovinskih dokumentih prvič omenjena leta 976 kot Brumsale, leta 1003 kot Brumsela, leta 1249 kot Bersele, in nato leta 1296 kot Borselen. Kraj Borsele je zapisan z dvojnim s, občina Borsele pa z enim, oba z enakim etimološkim ozadjem. V srednjem veku je bil Borssele poznan pod različnimi črkovanji Berselre, Brumsale, Brinsilla in Borsale. V 19. stoletju se je črkovanje spremenilo v Borsele ali Borselen in vas so imenovali tudi Monster po vasi Monster, ki se je utopila v 16. stoletju.

### Izvorna posest Borselenskih
Borssele je bil nekdaj otok, omenjen že v 7. stoletju. Bil je baronija in prvotna rodbinska posest gospodov Borselenskih, ki so imeli velik vpliv v provinci. Prvi znani gospod te družine je bil Lipold ali Leupold, ki ga je cesar Ludvik Pobožni pooblastil za zaščito Zelandije pred Vikingi. V ta namen je dobil območje na Južnem-Bevelandu, ki se je imenovalo "Borssele-beoosten-Vijfzode". Leta 838 je Vikinge pregnal iz dežele. V vasi je gomila grad Trojenski hrib, ostanek gradu gospodov Borselenskih iz 13. stoletja. Ta grad je okoli leta 1330 za gospode Borselenske  izgubil svojo obrambno funkcijo in so ga zato opustili. Šest stoletij kasneje med drugo svetovno vojno so Nemci na tem ubežnem hribu in okoli njega zgradili pet bunkerjev in tam ustanovili štab 1. topniškega polka Abteilung. To je tvorilo strelno črto za obrambo Zahodne Šelde.
Prvotna vas je leta 1530 izginila v Šeldi. Pod vodo je ostala celo stoletje. Načrt, po katerem je bila vas leta 1616 obnovljena, je strogo pravokoten.

## Znamenitosti kraja
Vas ima zaščiten vaški pogled in je zato eden od sedemnajstih zaščitenih mestnih in vaških razgledov v Zelandiji. Druga zanimivost je mlin za moko De Hoop - Wachting, ki je bil zgrajen okoli leta 1714.
Zanimivost pri Borsseleju je tesen simetrični ulični vzorec po principu (proste oblike) zlatega reza, ki so ga v preteklosti pripisovali Simonu Stevinu. Vendar pa je raziskava pokazala, da je to bil oblikovalec Cornelis Soetwater. To je edina vas na Nizozemskem, ki ima tako zasnovo.
Severozahodno od tega kraja je jedrska elektrarna Borssele in centralno skladišče radioaktivnih odpadkov, poimenovano po njej.
Borssele je cerkveno mesto. Velik delež prebivalcev je članov lokalne reformirane cerkve. 

## Grb
Grb stare občine Borssele izhaja iz družinskega grba družine Borselenskih, ki je imela posesti v Zelandiji od 12. stoletja. Po občinski reorganizaciji leta 1970 je bil grb v celoti vključen v nov grb Borsele-ja, grbu pa je bila dodana krona.

## Rojeni v Borseleju
- Hans Warren (1921–2001), pisatelj, pesnik in recenzent
- Peter Alderliesten (16. marec 1972), filmski montažer